# Mena Suvari

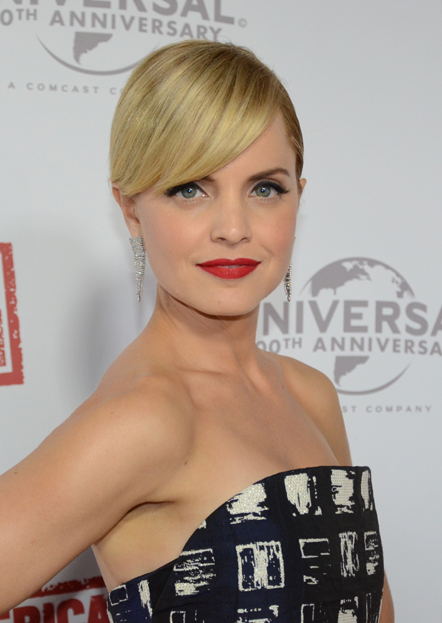
Mena Suvari (2012)

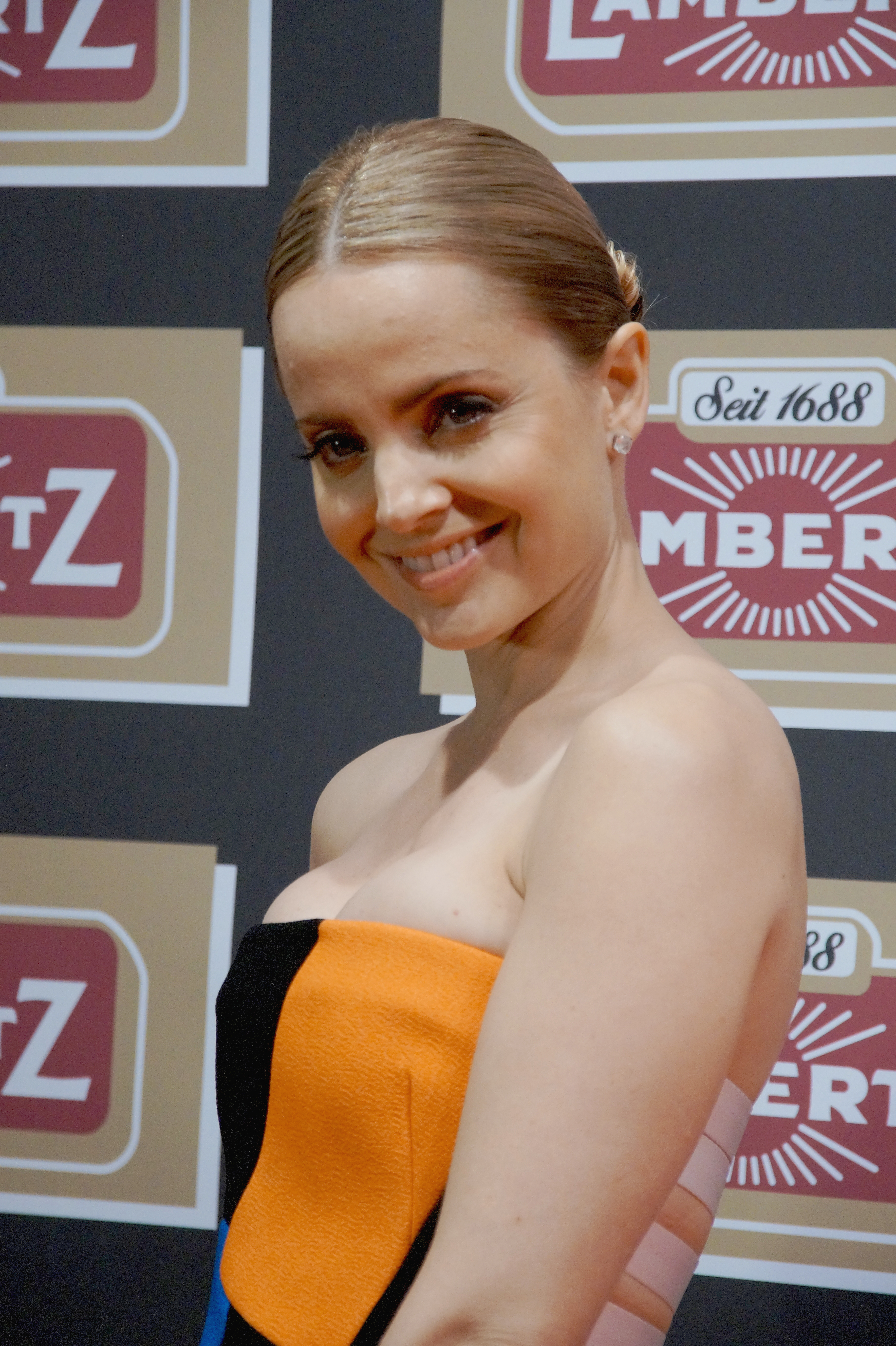
Mena Suvari (2016)

Mena Alexandra Suvari (ur. 13 lutego 1979 w Newport) – amerykańska aktorka, projektantka mody i modelka, nominowana do nagrody BAFTA w kategorii najlepsza aktorka drugoplanowa za rolę w filmie American Beauty (1999). Zdobyła też nominację do Nagrody Gildii Aktorów Ekranowych za występ w czwartym sezonie serialu HBO Sześć stóp pod ziemią (2004).

## Życiorys

### Wczesne lata
Urodziła się w Newport w Rhode Island jako córka Candice Suvari, pielęgniarki, i Ando Iwara Sirmanna Süvariego, psychiatry. Jej matka, urodzona w Ameryce, jest pochodzenia norweskiego, niemieckiego i angielskiego (ze strony ojca) oraz greckiego (ze strony matki). Jej ojciec był Estończykiem i urodził się w Parnawie. Ma trzech starszych braci: AJ, Suleva i Jüria.
W wieku trzynastu lat podpisała kontrakt z Millie Lewis Models and Talent, a wkrótce potem pojawiła się w reklamie Rice-A-Roni. Potem wraz z rodziną przeprowadziła się do Charleston w Karolinie Południowej, gdzie jej bracia uczęszczali do Cytadeli. Suvari rozważała zostanie archeologiem, astronautką lub lekarką, gdy agencja modelek zatrzymała się w jej szkole dla dziewcząt, Ashley Hall, aby zaoferować zajęcia. Zanim zaczęła występwać, przez pięć lat była modelką dla nowojorskiej agencji Wilhelmina. Suvari przeniosła się do Kalifornii i uczęszczała do Providence High School w Burbank, którą ukończyła w 1997.

### Kariera
W 1995 po raz pierwszy wystąpiła w roli aktorskiej jako Laura w jednym z odcinków serialu ABC Chłopiec poznaje świat. Pojawiła się także w czterech odcinkach jako Jill Marsh w serialu ABC High Incident (1996–1997). W serialu CBS Szpital Dobrej Nadziei (1997) zagrała Ivy Moore zarażoną wirusem HIV. Jej przełom nastąpił w 1999, gdy przyjęła rolę niewinnej Heather z chóru w komedii erotycznej dla nastolatków American Pie (1999) z Jasonem Biggsem, Shannon Elizabeth i Chrisem Kleinem. Chociaż reakcje krytyki były mieszane, film odniósł komercyjny sukces, przynosząc na całym świecie dochód w wysokości 235 milionów dolarów. W komediodramacie Sama Mendesa American Beauty (1999), w którym zagrali Kevin Spacey, Annette Bening i Thora Birch, Suvari wcieliła się w postać Angeli Hayes, próżnej nastolatki, która staje się obiektem zauroczenia mężczyzny przeżywającego kryzys wieku średniego. Film zyskał szerokie uznanie krytyków, był laureatem Oscara za najlepszy film, zarobił 356 milionów dolarów na całym świecie i przyniósł Suvari nominację do nagrody BAFTA dla najlepszej aktorki drugoplanowej.

## Życie prywatne
18 marca 2000 Mena Suvari poślubiła Roberta Brinkmana, starszego od niej o 17 lat; rozwiedli się w maju 2005. Potem spotykała się z zawodowymi tancerzami, Mikiem „Murda” Carrasco i Simonem Sestito.

## Filmografia

### Filmy fabularne
| Rok  | Tytuł                                                                | Rola                                | Reżyser                              |
| ---- | -------------------------------------------------------------------- | ----------------------------------- | ------------------------------------ |
| 1997 | Kolekcjoner (Kiss the Girls)                                         | Coty Pierce                         | Gary Fleder                          |
| 1997 | Pogarda i uprzedzenie (Snide and Prejudice)                          | Geli Raubal                         | Philippe Mora                        |
| 1997 | Donikąd (Nowhere)                                                    | Zoe                                 | Gregg Araki                          |
| 1998 | Slumsy w Beverly Hills (Slums of Beverly Hills)                      | Rachel Hoffman                      | Tamara Jenkins                       |
| 1999 | American Pie (American Pie)                                          | Heather                             | Paul Weitz Christian Weitz           |
| 1999 | Furia: Carrie 2 (The Rage: Carrie 2)                                 | Lisa Parker                         | Katt Shea                            |
| 1999 | Pociąg śmierci do Denver (Atomic Train, TV)                          | Grace Seger                         | David Jackson Dick Lowry             |
| 1999 | American Beauty                                                      | Angela Hayes                        | Sam Mendes                           |
| 1999 | Wirtualny seks (Dziewica na żywo/American Virgin)                    | Katrina Bartalotti                  | Jean-Pierre Marois                   |
| 2000 | Frajer (Loser)                                                       | Dora Diamond                        | Amy Heckerling                       |
| 2001 | D’Artagnan (The Musketeer)                                           | Francesca Bonacieux                 | Peter Hyams                          |
| 2001 | American Pie 2                                                       | Heather                             | James B. Rogers                      |
| 2001 | Słodkie i ostre (Sugar&Spice)                                        | Kansas Hill                         | Francine McDougall                   |
| 2002 | Sonny                                                                | Carol                               | Nicolas Cage                         |
| 2002 | Spun                                                                 | Cookie                              | Jonas Åkerlund                       |
| 2004 | Trauma                                                               | Charlotte                           | Marc Evans                           |
| 2005 | Powtórka z rozrywki (Wspólne zdjęcie/Standing Still)                 | Lana, przyjaciółka Elise i Samanthy | Matthew Cole Weiss                   |
| 2005 | Salon piękności (Beauty Shop)                                        | Joanne Marcus                       | Bille Woodruff                       |
| 2005 | Edmond (Pechowy poker)                                               | prostytutka                         | Stuart Gordon                        |
| 2005 | Domino                                                               | Kimmie                              | Tony Scott                           |
| 2005 | Z ust do ust (Rumor Has It...)                                       | Annie Huttinger                     | Rob Reiner                           |
| 2006 | Orpheus (TV)                                                         | Sue Ellen                           | Bruce Beresford                      |
| 2006 | Dziewczyna z fabryki (Factory Girl)                                  | Richie Berlin                       | George Hickenlooper                  |
| 2006 | Kofeina (Caffeine)                                                   | Vanessa                             | John Cosgrove                        |
| 2006 | Psi kłopot (The Dog Problem)                                         | Jules                               | Scott Caan                           |
| 2006 | Final Fantasy VII: Advent Children                                   | Aeris Gainsborough (głos)           | Tetsuya Nomura                       |
| 2007 | Prawo Brooklynu (Brooklyn Rules)                                     | Ellen                               | Michael Corrente                     |
| 2007 | Utkwiony (Stuck)                                                     | Brandi Boski                        | Stuart Gordon                        |
| 2008 | Seks i kłamstwa w mieście grzechu (Sex and Lies in Sin City, TV)     | Sandy Murphy                        | Teena Booth                          |
| 2008 | Dzień żywych trupów (Day of the Dead)                                | Sarah Bowman                        | Steve Miner                          |
| 2008 | The Mysteries of Pittsburgh                                          | Phlox Lombardi                      | Rawson Marshall Thurber              |
| 2008 | Rajski ogród (The Garden of Eden)                                    | Catherine Hill Bourne               | John Irvin                           |
| 2011 | Bez odwrotu (No Surrender, TV)                                       | Amelia Davis                        | Tristan Dubois                       |
| 2011 | Nie można pocałować panny młodej (You May Not Kiss the Bride)        | Tonya                               | Rob Hedden                           |
| 2011 | Powrót (Restitution)                                                 | Heather                             | Lance Kawas                          |
| 2012 | American Pie: Zjazd absolwentów (American Reunion)                   | Heather                             | Jon Hurwitz Hayden Schlossberg       |
| 2012 | Happy Valley (TV)                                                    | Lizzy                               | Adam Shankman                        |
| 2012 | Węzeł (The Knot)                                                     | Sarah                               | Jesse Lawrence                       |
| 2013 | Lakewood Plaza Turbo (krótkometrażowy TV)                            | Enid / Ginger (głos)                | Phil Rynda                           |
| 2013 | Stalkers (TV)                                                        | Ivy                                 | Mark Tonderai                        |
| 2014 | Ani drgnij (Don't Blink)                                             | Tracy                               | Travis Oates                         |
| 2014 | Poskromić playboya (The Opposite Sex)                                | Jane                                | Jennifer Finnigan Jonathan Silverman |
| 2015 | Kwestia honoru (Badge of Honor)                                      | policjantka Jessica Dawson          | Agustín Fernández                    |
| 2017 | Becks                                                                | Elyse                               | Daniel Powell Elizabeth Rohrbaugh    |
| 2019 | Apparition                                                           | Anna                                | Waymon Boone                         |
| 2019 | Morderstwo Nicole Brown Simpson (The Murder of Nicole Brown Simpson) | Nicole Brown Simpson                | Daniel Farrands                      |

### Seriale TV
- 1995–1996: Chłopiec poznaje świat (Boy Meets World) jako Hilary / Laura
- 1996: Minor Adjustments jako Emily
- 1996: Ostry dyżur (ER) jako Laura-Lee Armitage
- 1996–1997: High Incident jako Jill Marsh
- 1997: Szpital Dobrej Nadziei (Chicago Hope) jako Ivy Moore
- 1997: 413 Hope St. jako Crystal
- 2004: Sześć stóp pod ziemią (Six Feet Under) jako Edie
- 2010: Świry (Psych) jako Allison Crowley
- 2011: The Cape jako Dice / Tracey Jerrod
- 2011: American Horror Story: Murder House jako Elizabeth Short
- 2012: Happy Valley jako Lizzy
- 2013: Chicago Fire jako Isabelle Thomas
- 2016: Justice League Action jako Killer Frost (głos)
- 2018: American Woman jako Kathleen
- 2018: American Horror Story: Apokalipsa jako Elizabeth Short